# 철종과 복녀
"철종과 복녀"는 1963년 공개된 대한민국의 영화이다.

## 배역
- 신영균 : 철종 역
- 최은희 : 복녀 역
- 김희갑
- 한은진
- 전옥